# Sonya Kelliher-Combs
Pour les articles homonymes, voir Kelliher et Combs.
 (avril 2025).
La mise en forme du texte ne suit pas les recommandations de Wikipédia : il faut le « wikifier ».
Les points d'amélioration suivants sont les cas les plus fréquents :
- Les titres sont pré-formatés par le logiciel. Ils ne sont ni en capitales, ni en gras.
- Le texte ne doit pas être écrit en capitales (les noms de famille non plus), ni en gras, ni en italique, ni en « petit »…
- Le gras n'est utilisé que pour surligner le titre de l'article dans l'introduction, une seule fois.
- L'italique est rarement utilisé : mots en langue étrangère, titres d'œuvres, noms de bateaux, etc.
- Les citations ne sont pas en italique mais en corps de texte normal. Elles sont entourées par des guillemets français : « et ».
- Les listes à puces sont à éviter, des paragraphes rédigés étant largement préférés. Les tableaux sont à réserver à la présentation de données structurées (résultats, etc.).
- Les appels de note de bas de page (petits chiffres en exposant, introduits par l'outil «  Source ») sont à placer entre la fin de phrase et le point final[comme ça].
- Les liens internes (vers d'autres articles de Wikipédia) sont à choisir avec parcimonie. Créez des liens vers des articles approfondissant le sujet. Les termes génériques sans rapport avec le sujet sont à éviter, ainsi que les répétitions de liens vers un même terme.
- Les liens externes sont à placer uniquement dans une section « Liens externes », à la fin de l'article. Ces liens sont à choisir avec parcimonie suivant les règles définies. Si un lien sert de source à l'article, son insertion dans le texte est à faire par les notes de bas de page.
- La présentation des références doit suivre les conventions bibliographiques. Il est recommandé d'utiliser les modèles {{Ouvrage}}, {{Chapitre}}, {{Article}}, {{Lien web}} et/ou {{Bibliographie}}. Le mode d'édition visuel peut mettre en forme automatiquement les références.
- Insérer une infobox (cadre d'informations à droite) n'est pas obligatoire pour parachever la mise en page.

Pour une aide détaillée, merci de consulter Aide:Wikification.
Si vous pensez que ces points ont été résolus, vous pouvez retirer ce bandeau et améliorer la mise en forme d'un autre article.
Sonya Kelliher-Combs est une artiste multimédia et une conservatrice Inupiaq et Athabascan qui habite en Alaska. Étant influencée par sa culture et son environnement pour ses thèmes et ses techniques, l'artiste utilise un mélange de matériaux naturels, comme des intestins, des fourrures et des peaux d'animaux avec des matériaux synthétiques tel que l'acrylique. Elle intègre ces matériaux autant dans ses peintures que ses installations et ses sculptures.Dans cet article, les différents aspects de sa vie, de ses techniques, de ses œuvres et de sa présence dans la sphère artistique seront explorés.

## Jeunesse
Sonya Kelliher-Combs est née en 1969 dans la ville de Bethel en Alaska, mais elle a grandi à Nome en Alaska. Kelliher-Combs a grandi avec cinq frères et sœurs. Ses parents, Trudy Kelliher, James Stotts et Patrick Kelliher ont exercé une grande influence dans sa vie artistique. En effet, ses parents et ses grands-parents lui ont enseigné les traditions et les valeurs en lien avec le territoire et la communauté d’Utqiagvik du village de Nulato. Durant l’été, les membres de sa famille et elle visitaient un camp d’exploitation minière où ils pratiquaient plusieurs activités de subsistance traditionnelles, comme la chasse, la pêche, la cueillette de fruits et la couture. Sa famille a bénéficié des différentes industries et technologies en Alaska, autant sur le plan économique que sur le plan de subsistance. En grandissant, Kelliher-Combs croyait vouloir travailler en droit comme son grand-père qui était juge à Nome. Elle a réalisé, plus tard dans sa vie, que la création d'oeuvres artistiques pouvait aussi être un emploi à temps plein.

## Parcours scolaires et carrière
Kelliher-Combs a fait un baccalauréat en arts visuels à l’université d’Alaska à Fairbanks et a gradué en 1992. Elle a présenté sa première exposition pendant son baccalauréat. Après ses études à l’université d’Alaska, Kelliher-Combs a passé du temps en Europe et a marié Shaun Combs. Par la suite, elle a poursuivi des études à l’université d’Arizona pour compléter une maitrise spécifiquement en peinture et en dessin. Durant sa maitrise, l’artiste a développé un style plus monochromatique. À l’heure actuelle, Kelliher-Combs habite à Anchorage, Alaska, où elle travaille fréquemment avec le Anchorage Museum pour exposer ses œuvres et travailler avec d’autres artistes de la communauté.

## Style et techniques

### Influences
Kelliher-combs a été inspirée par des artistes comme de Kooning et Picasso, qui l’ont poussé à intégrer des techniques d’art abstrait. Elle a aussi été intéressée par Jim Schoppert, un artiste Tlingit, qui fait du « formline ». Comme mentionné, ses techniques sont grandement influencées aussi par son bagage culturel et connecté à son identité.
Les techniques de décoration sont enracinées dans les symboles traditionnels Athabascan et Inupiaq qui lui ont été transmis par les femmes dans sa vie. Ces symboles sont très importants pour la conservation, le caractère et la beauté des objets. La couture d’intestins est une pratique propre aux communautés autochtones du Nord pour créer des manteaux imperméables utilisés pour les excursions de chasse et de pêche en kayak. Les intestins sont préparés et nettoyés à l’aide d’une technique spécifique et par la suite cousue de manière à assurer l’imperméabilité du vêtement. Kelliher-Combs a principalement appris ces techniques artistiques de couture et de perlage en passant du temps avec les femmes de sa communauté, plus précisément avec sa mère et sa grand-mère.

### Matériaux
Kelliher-Combs incorpore une multitude de matériaux dans ses œuvres tels que des peaux et des fourrures d’animaux, des intestins de mammifères marins comme le phoque, des piques de porc-épic, des cheveux, des os, de la paille et de l’acrylique. Ce mélange de matériaux est une critique de la relation entre l’humain et la nature, soit l'utilisation d’énormes quantités de plastique par la société d'aujourd'hui, ce qui a un effet néfaste sur le monde naturel.

## Thématiques
Kelliher-Combs aborde de nombreux thèmes dans ses œuvres. Elle touche à plusieurs sphères sociétales, comme l’histoire, la culture, la violence, l’environnement, la famille, l’humain et la nature.
Elle représente son propre traumatisme, le traumatisme de sa famille et le traumatisme de sa communauté qu'elle recueille à partir d'histoires qui lui ont été racontées. Elle représente aussi les effets des changements climatiques sur la culture des autochtones du Nord. Elle est grandement influencée par son territoire et ses liens familiaux.
Elle inclut certaines parties des animaux en voie d'extinction  pour soulever la problématique entourant la disparition de ces animaux qui constituent la nourriture de subsistance de plusieurs peuples autochtones de la région circumpolaire. Ses œuvres englobent beaucoup sa quête identitaire sous différentes thématiques.

### Iconographie de Sonya Kelliher-Combs
L’artiste a sa propre iconographie par rapport aux formes incluses dans ses œuvres. Elle incorpore souvent les mêmes types de formes, soit des cercles, des spirales, des pochettes et des marques de pointage. Chaque symbole représente différentes facettes de son identité et de l’identité de sa communauté. Les significations varient entre le mystère, le trajet et le temps.

## Œuvres principales

### Secrets(2009)
Tout d’abord, Kelliher-Combs introduit les Secrets dans plusieurs de ses œuvres. Les secrets sont des pochettes parfois en papier, d’autres fois en peaux de moutons ou de cerfs, d’autres moments, en tissus et quelques fois décorées de perlages et de cheveux. L’artiste place ces pochettes soit directement sur les murs des galeries, en suspension à l’aide de corde ou même intégrées à ses peintures. Ces secrets représentent les innombrables événements traumatiques qui touchent les personnes autochtones, mais qui sont voilés en raison de la douleur ressentie lorsqu’ils sont abordés.

### Idiot Strings(surtout entre 2001-2005)[8]
Les installations intitulées Idiot Strings comprennent les pochettes qui interpellent les secrets. Ces pochettes sont attachées ensemble par une corde et elles rappellent des mitaines d’enfants que l’on passe à l’intérieur du manteau pour les sécuriser en place. Ils représentent les nombreuses personnes autochtones de l’Alaska qui ont perdu leur vie en raison du suicide face aux difficultés identitaire, dont les oncles de Kelliher Combs.

### Remnant
Ces œuvres mettent en valeur certains objets organiques, comme des os, des plumes, des intestins, des cheveux qui sont emprisonnés derrière une membrane en acrylique translucide donnant un aspect mystérieux aux créations. Les objets demeurent un mystère par le simple fait qu’il est difficile de déterminer l’identité et la provenance de ceux-ci. Ils présentent une critique sur l’environnement en Alaska qui est interconnecté aux activités néfastes humaines.

## Distinctions et récompenses
Kelliher-Combs a fait plus de 42 expositions de groupes ainsi que 26 expositions solos. En plus des nombreuses expositions, l'artistes a gagné plusieurs bourses et prix au courant de sa carrière, dont "Anchorage Alaska Mayors Individual Arts Award" en 2005, "Alaska Governors Individual Artist Award" en 2011 et "Alaska State Council on the Arts Travel Award" en 2013.

## Collections muséales
Nombreuses œuvres de Sonya Kelliher-Combs figurent dans des collections muséales, dont les collections trouvées ci-dessous.
Museum of Contemporary Native Art, Santa Fe, États-Unis
Alaska State Museum, Juneau, États-Unis
Anchorage Museum, Anchorage, États-Unis
Eiteljorg Museum, Indianapolis, États-Unis
Hood Museum of Art, Hanover, États-Unis
National Museum of the American Indian, New York, États-Unis
Nordamerika Native Museum, Zürich, Suisse
Whitney Museum of American Art, New York, États-Unis
Denver Art Museum, Denver, États-Unis
Montclair Art Museum, Montclair, États-Unis
British Royal Museum, Londres, Angleterre

## Impact
Les œuvres de Kelliher-Combs laissent un impact dans le monde artistique parce qu'elles dénoncent plusieurs luttes des peuples autochtones et perpétuent la technique traditionnelle de sa communauté. Les œuvres revendiquent les injustices, comme le haut taux de suicide et le trauma du colonialisme que subissent les Autochtones. Sa technique d’utiliser des peaux d’animaux conserve et transmet les connaissances historiques de sa communauté pour garder ces traditions en vie et pour montrer que les Autochtones sont toujours présents. Kelliher-Combs met également en valeur les effets néfastes que le changement climatique a sur les communautés autochtones du Nord et sur les traditions de subsistance comme la chasse et la pêche.